# Mesoleuca reducta
Mesoleuca reducta är en fjärilsart som beskrevs av Barend J. Lempke 1950. Mesoleuca reducta ingår i släktet Mesoleuca och familjen mätare. Inga underarter finns listade i Catalogue of Life.